# Graphium simoni
Graphium simoni är en fjärilsart som först beskrevs av Aurivillius 1899.  Graphium simoni ingår i släktet Graphium och familjen riddarfjärilar. Inga underarter finns listade i Catalogue of Life.